# Distrito Regional de Thompson-Nicola
O Distrito Regional de Thompson-Nicola (enumerado como 29) é um dos 29 distritos regionais da Colúmbia Britânica, no oeste do Canadá. A população em 2006 era de 122.286 habitantes e a área cobre cerca de 45.279 quilômetros quadrados. Os escritórios administrativos estão no principal centro populacional do distrito, Kamloops, que responde por 75% da população do distrito regional.